# Acyrthosiphon glaucii
Acyrthosiphon glaucii är en insektsart. Acyrthosiphon glaucii ingår i släktet Acyrthosiphon och familjen långrörsbladlöss. Inga underarter finns listade i Catalogue of Life.